# Synagoge Bornheim (Rheinland)

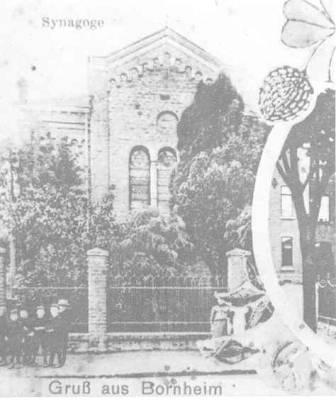
Ansichtskarte mit Synagoge in Bornheim (um 1895)

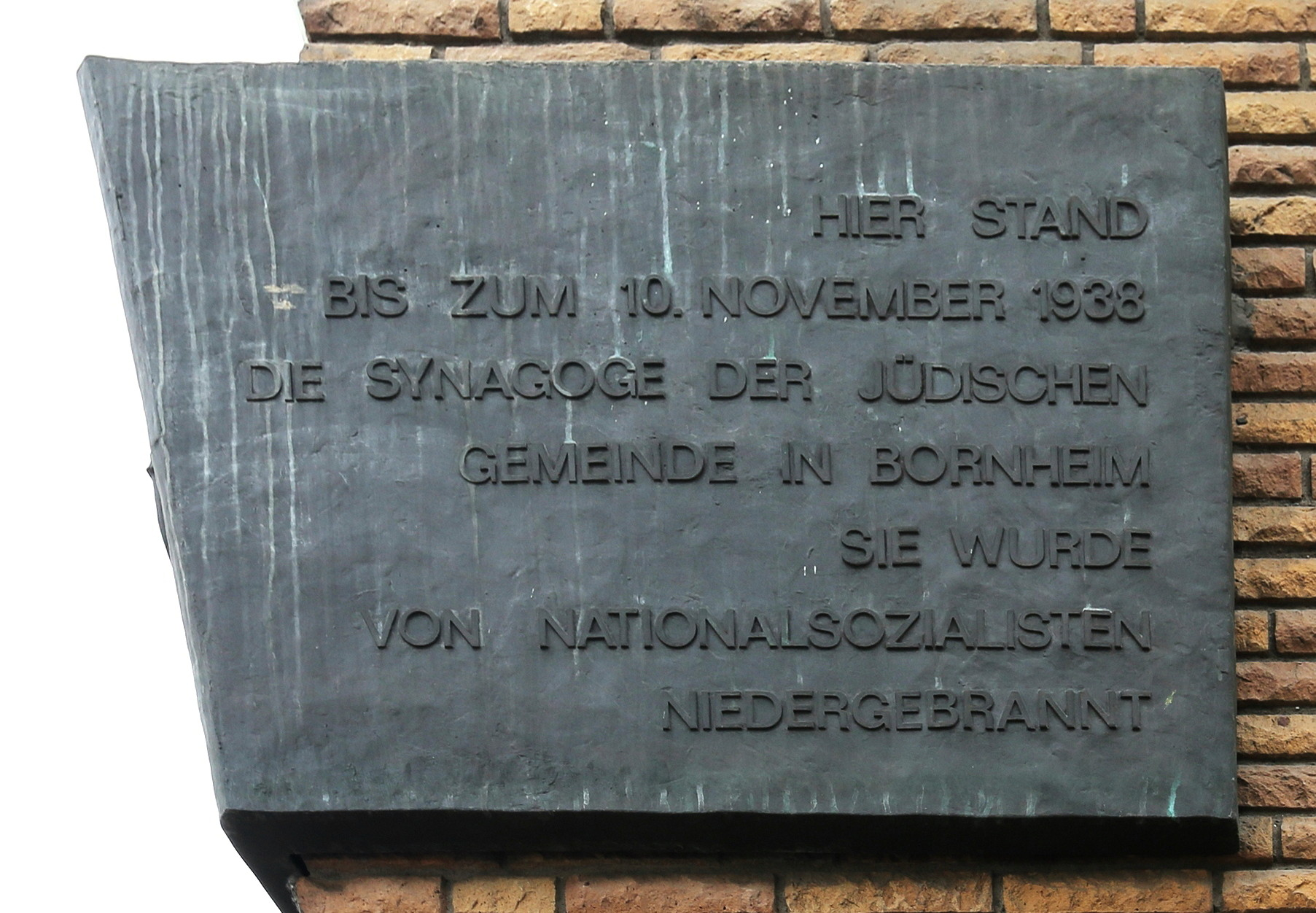
Gedenktafel am Haus Königstraße 55

Die Synagoge in Bornheim, einer Stadt im Rhein-Sieg-Kreis im Süden Nordrhein-Westfalens, wurde 1866 errichtet. Die Synagoge befand sich an der Königstraße 55.
Die neue Synagoge wurde nach Plänen des Bonner Stadtbaumeisters Paul Richard Thomann (1827–1873) errichtet. Auf der Giebelspitze des Ziegelsteinbaus thronte ein Davidstern. 

## Zeit des Nationalsozialismus
Am Abend des 10. November 1938 setzten von auswärts kommende SS-Männer die Synagoge in Brand. Die Ruine wurde anschließend niedergerissen. Das Synagogengrundstück wurde zwei Monate später von der politischen Gemeinde erworben. Während des Zweiten Weltkriegs stand auf dem Gelände ein Luftschutzbunker, heute befindet sich hier ein Geschäftshaus.

## Gedenken
Im Jahr 1986 wurde am Standort der Synagoge eine Gedenkplakette angebracht.